# ANGEL OF SALVATION
『ANGEL OF SALVATION』（エンジェル・オブ・サルヴェーション）は、GALNERYUSの8枚目のオリジナル・アルバム。

## 概要
表題曲である「ANGEL OF SALVATION」は、総演奏時間が14分42秒であり、GALNERYUS史上最も演奏時間が長い楽曲となった。
本作は、オリコンデイリーアルバムチャート9位にランクインし、日本のヘヴィメタルバンドとして初のベスト10入りを果たした。また、バンド初のオリコン週間アルバムチャートでトップ20入りを果たした。
この頃からツーバスを使うようになった。

## 収録曲
| #         | タイトル                         | 作詞           | 作曲      | 時間  |
| --------- | -------------------------------- | -------------- | --------- | ----- |
| 1.        | 「REACH TO THE SKY」             | Syu、TAKA      | Syu       | 2:30  |
| 2.        | 「THE PROMISED FLAG」            | Syu            | Syu       | 6:19  |
| 3.        | 「TEMPTATION THROUGH THE NIGHT」 | SHO            | YUHKI     | 6:12  |
| 4.        | 「LONELY AS A STRANGER」         | SHO            | Syu       | 5:53  |
| 5.        | 「STAND UP FOR THE RIGHT」       | SHO、TAKA      | Syu       | 6:56  |
| 6.        | 「HUNTING FOR YOUR DREAM」       | SHO            | Syu       | 5:24  |
| 7.        | 「LAMENT」                       | SHO            | Syu       | 5:14  |
| 8.        | 「INFINITY」                     | SHO            | Syu       | 6:19  |
| 9.        | 「ANGEL OF SALVATION」           | Syu            | Syu       | 14:42 |
| 10.       | 「LONGING」                      | (instrumental) | Syu       | 4:54  |
| 合計時間: | 合計時間:                        | 合計時間:      | 合計時間: | 64:23 |

### 曲解説
1. REACH TO THE SKY
2. THE PROMISED FLAG
『REINCARNATION』収録の「THE FLAG OF REINCARNATION」以来、4年振りとなるFLAGシリーズの復活である。
3. TEMPTATION THROUGH THE NIGHT
先行シングル『HUNTING FOR YOUR DREAM』のカップリングに、バージョン違いで収録されていた。本作に収録するにあたり、リレコーディングされた。
4. LONELY AS A STRANGER
5. STAND UP FOR THE RIGHT
6. HUNTING FOR YOUR DREAM
先行シングル。本作にはリレコーディングされ、収録された。
シングル版との違いは間奏のキーボード、そしてアウトロに新たにギターソロが追加された事である。その為、演奏時間も20秒ほど長い。
7. LAMENT
8. INFINITY
9. ANGEL OF SALVATION
表題曲。チャイコフスキーのヴァイオリン協奏曲二長調を基調にしており[2]、ライブではオーケストラをバックに演奏される事が多い。
本作発売前にミュージック・ビデオ用に、7分22秒に短縮されたバージョンがmusic.jpをはじめとする各音楽配信サイトで配信された。
コーラスにはLIV MOONのAKANE LIVが参加している。
10. LONGING
インストゥルメンタル曲。